# Anders Fannemel
Anders Fannemel (Hornindal, 13 maggio 1991) è un saltatore con gli sci norvegese.

## Biografia
In Coppa del Mondo ha esordito il 5 dicembre 2009 a Lillehammer (10°) e ha ottenuto la prima vittoria, nonché primo podio, l'11 febbraio 2012 a Willingen. Ha partecipato per la prima volta ai Mondiali di volo a Vikersund 2012  (13° nell'individuale, 4° nella gara a squadre).
Ha esordito ai Giochi olimpici invernali a Soči 2014, dove è stato 15º nel trampolino normale, 5º nel trampolino lungo e 6º nella gara a squadre); in seguito, nella stessa stagione, ai Mondiali di volo di Harrachov si è classificato 7º nell'individuale.
Il 15 febbraio 2015 Fannemel ha stabilito il primato mondiale di distanza, ottenuto con un salto di 251,5 metri dal trampolino Vikersundbakken di Vikersund. Alla sua prima partecipazione iridata, Falun 2015, ha vinto la medaglia d'oro nelle gare a squadre dal trampolino lungo e si è piazzato 9º nel trampolino normale e 7º nel trampolino lungo.
Nel 2016 ha partecipato ai Mondiali di volo di Tauplitz, vincendo la medaglia d'oro nella gara a squadre e classificandosi 7º nell'individuale; l'anno dopo ai Mondiali di Lahti 2017 ha vinto la medaglia d'argento nelle gare a squadre dal trampolino lungo e si è classificato 5º nel trampolino lungo.

## Palmarès

### Mondiali
- 2 medaglie:
  - 1 oro (gare a squadre dal trampolino lungo a Falun 2015)
  - 1 argento (gare a squadre dal trampolino lungo a Lahti 2017)

### Mondiali di volo
- 1 medaglia:
  - 1 oro (gara a squadre a Tauplitz 2016)

### Mondiali juniores
- 1 medaglia:
  - 1 bronzo (gara a squadre a Otepää 2011)

### Coppa del Mondo
- Miglior piazzamento in classifica generale: 4º nel 2015
- 30 podi (12 individuali, 18 a squadre):
  - 13 vittorie (4 individuali, 9 a squadre)
  - 8 secondi posti (6 individuali, 2 a squadre)
  - 9 terzi posti (2 individuali, 7 a squadre)

#### Coppa del Mondo - vittorie
| Data             | Località         | Nazione   | Trampolino                                                                          |
| ---------------- | ---------------- | --------- | ----------------------------------------------------------------------------------- |
| 11 febbraio 2012 | Willingen        | Germania  | Mühlenkopf HS145 (con Rune Velta, Vegard Sklett e Anders Bardal)                    |
| 13 dicembre 2014 | Nižnij Tagil     | Russia    | Aist HS134                                                                          |
| 8 febbraio 2015  | Titisee-Neustadt | Germania  | Hochfirst HS142                                                                     |
| 7 marzo 2015     | Lahti            | Finlandia | Salpausselkä HS130 (con Anders Bardal, Anders Jacobsen e Rune Velta)                |
| 23 gennaio 2016  | Zakopane         | Polonia   | Wielka Krokiew HS134 (con Andreas Stjernen, Daniel-André Tande e Kenneth Gangnes)   |
| 31 gennaio 2016  | Sapporo          | Giappone  | Ōkurayama HS134                                                                     |
| 22 febbraio 2016 | Kuopio           | Finlandia | Puijo HS127 (con Kenneth Gangnes, Daniel-André Tande e Johann André Forfang)        |
| 19 marzo 2016    | Planica          | Slovenia  | Letalnica HS225 (con Daniel-André Tande, Kenneth Gangnes e Johann André Forfang)    |
| 25 marzo 2017    | Planica          | Slovenia  | Letalnica HS225 (con Robert Johansson, Johann André Forfang e Andreas Stjernen)     |
| 18 novembre 2017 | Wisła            | Polonia   | Malinka HS134 (con Johann André Forfang, Daniel-André Tande e Robert Johansson)     |
| 25 novembre 2017 | Kuusamo          | Finlandia | Rukatunturi HS142 (con Robert Johansson, Daniel-André Tande e Johann André Forfang) |
| 9 dicembre 2017  | Titisee-Neustadt | Germania  | Hochfirst HS142 (con Robert Johansson, Daniel-André Tande, Johann André Forfang)    |
| 16 dicembre 2017 | Engelberg        | Svizzera  | Gross-Titlis-Schanze HS137                                                          |

#### Torneo dei quattro trampolini
- 2 podi di tappa[2]:
  - 1 secondo posto
  - 1 terzo posto